# Neptis leucothoe
Neptis leucothoe är en fjärilsart som beskrevs av Carl Alexander Clerck 1764. Neptis leucothoe ingår i släktet Neptis och familjen praktfjärilar. Inga underarter finns listade i Catalogue of Life.